# Kossuth Lajos emlékezete Erdélyben

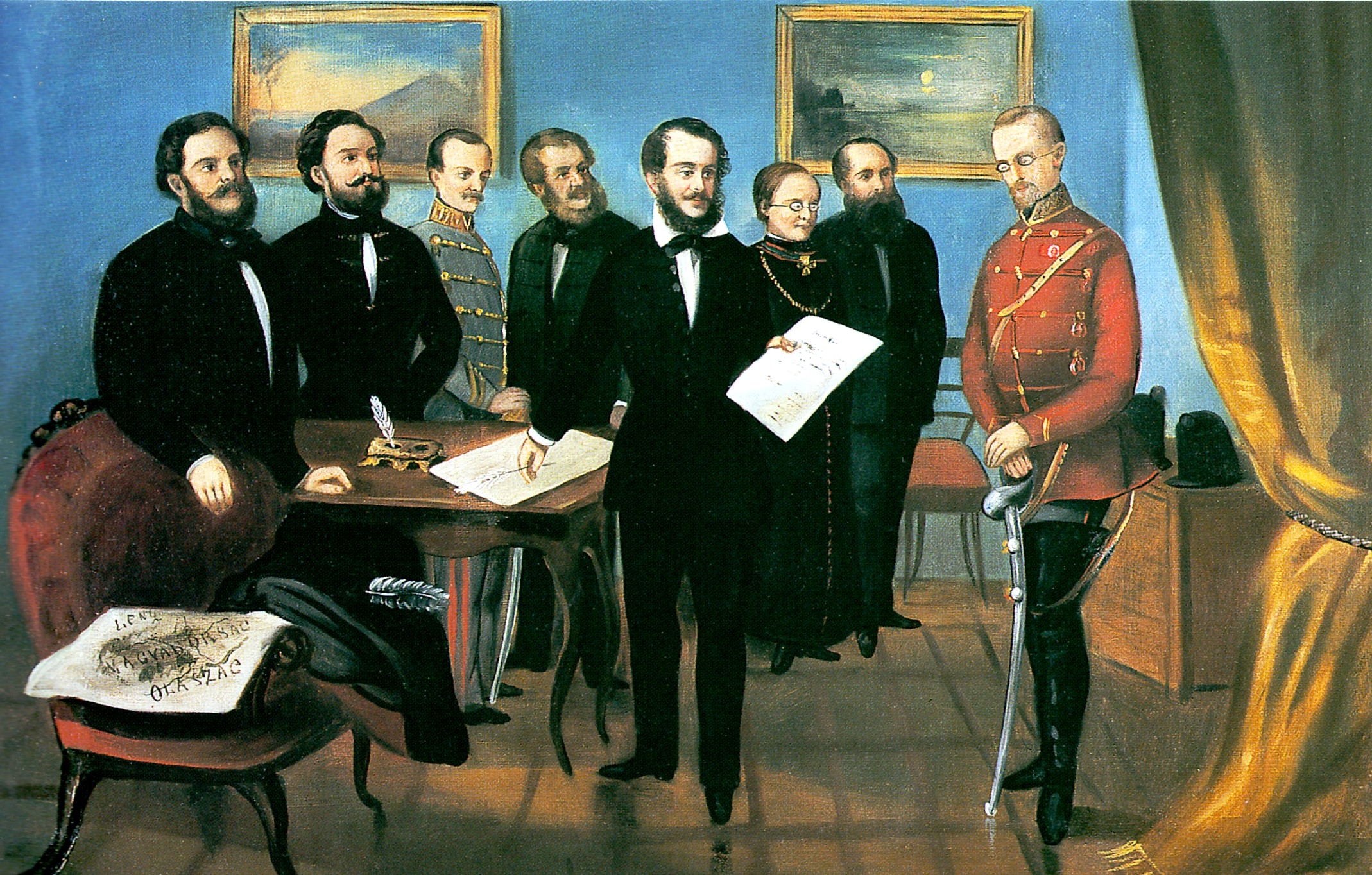
A minisztertanács utolsó ülése Aradon, 1849. augusztus 10. Előtérben Kossuth Lajos alakja.

Kossuth Lajos emlékezete a romániai magyarok körében (1849-1991). A magyar nép érzelmi és tudatvilágában a jobbágyfelszabadító 1848–49-es forradalom és szabadságharc és a debreceni függetlenségi nyilatkozat megszemélyesítőjeként Kossuth Lajos alakja legendássá vált. Kultusza már a világosi tragédiát követő emigráció évtizedei alatt kialakult, majd az 1867-es kiegyezés után nyílt politikai formákat is öltött, különösen Erdélyben, ahol Bartha Miklós ellenzéki pártja, a Függetlenségi Párt hódított teret Habsburg-ellenességével és hangsúlyozottan magyar nemzeti jellegével. Ugyanebben a mozgalomban megszületett azonban Mocsáry Lajos nemzetiségbarát, közös magyar-román-szláv összefogásának programja is. Míg a nemzeti irányzat tüntetésekben, hazafias ünneplésekben és szobrok, kegyhelyek állításával idézte 1848-49 történelmi emlékét, a Mocsáry-tábor együttműködést keresett a románsággal.
Kossuth 1869-ben közölt levele nagyszalontai híveihez a helybeli Népkör Évkönyvében rávilágított a száműzött kormányzó s népünk érzelmi kapcsolatára. Amikor K. Papp Miklós megindította Kolozsvárt a Történelmi Lapokat (1874-1876), felhívta a figyelmet a zsibói Wesselényi-levéltár Kossuth-relikviáira, történésztársa, Jakab Elek pedig nekikezdett a Kossuth-kéziratok feldolgozásának. Az egyre sűrűbb Kossuth-idézést követte Benedek Elek 1882-es cikke Kossuth alakjáról a magyar népköltészetben.
1918 után felizgatott román nacionalista elemek, megfeledkezve az erdélyi román jobbágyságot a magyarral együtt felszabadító Kossuth társadalmi jelentőségéről és Nicolae Bălcescuval közös béketervezetéről, sorra lerombolták a Kossuth-szobrokat Aradon, Nagyszalontán, Zsombolyán és Marosvásárhelyen, ugyanígy meggyalázva Petőfi, Rákóczi, Szigligeti, Kölcsey, Bocskai szobrait is. Ebben a légkörben a Kossuth-tisztelet nyilvános formái eltűnnek.
A második bécsi döntéssel Magyarországhoz visszacsatolt Nagyszalontán 1940 őszén Tóth András Kossuth-szobra visszakerült talapzatára, de a Kossuth-kultusz feléledésének egészében nem kedvezett a politikai légkör. Sándor József, az agg EMKE-elnök Kolozsvárt az 1941. március 15-i ünnepélyen megpróbálta ugyan – magasra emelve Kossuth poharát – felszólítani a magyar kormányt, hogy maradjon távol a németek háborújától, de ez a Kossuth-idézés immár pusztába kiáltott szó maradt. A magyarság is belesodródott a háborúba. Az „ellabancosodott szellem és közélet” ellen Szenczei László emelt szót Kossuth és Erdély c. cikkében, tiltakozva a dunai népek testvériségét sürgető száműzött államférfiú emlékének elhanyagolása miatt.  „Erdély valamennyi népe számára – írta 1943-ban – újra végzetszerűen időszerű Kossuth és az ő eszmevilága. Csak az ő szellemi tarsolyában találhatunk írt Erdély bajaira és azokra a nagy problémákra, amelyek minden gondolkodó erdélyi embert foglalkoztatnak, bármily nyelven beszéljenek is.”
Új jelleget kapott Kossuth Lajos emlékezete a népi demokrácia 1945-ben kezdődő kísérleti szakaszában. Az MNSZ román-magyar együttműködést keresve felújította 1848-49 hagyományait, s a teljes Kossuth-kép helyreállítására előtérbe helyezte Kossuth és a havaselvi Nicolae Bălcescu megegyezését s az emigrációban született Duna-konföderációs tervet. Az újra- és átértékelés körül támadt sajtóvita tisztázta a magyar demokrácia nagy személyiségének egyetemes nemzetközi jelentőségét. Kossuth halálának 60. évfordulója alkalmából Antal Árpád már félreértések nélkül emelte ki Kossuth Lajos a magyar népköltészetben c. írásában nemcsak a forradalmi kezdet harci derűjét és a Bach-korszakbeli bús Kossuth-dalok titkos reménységeit, hanem hivatkozik a szomszédos népek dalkincsében megjelenő Kossuth-emlékekre is, mintegy igazolva, hogy „...a félbemaradt forradalom megvalósítása csakis az együtt élő és szomszédos népek testvéri összefogásának eredményeként jöhet létre”.
Hiába tért ki azonban a történeti emlékezés a „turini remete” román kapcsolataira, így Alecsandri és Kossuth találkozására vagy a kapcsolatfelvételre Alexandru Ioan Cuza (1859 – 1866, lemondatva) moldva-havaselvi, egyben első romániai fejedelemmel, az államnemzet-koncepció központosító törekvései során újra előtérbe került a még Habsburg-gyökérzetű egykori román Kossuth-ellenesség. A homogenizálás erősödésével Kossuth Lajos emlékezete újra teljesen eltűnt.
A román nemzeti kommunista diktatúra bukásakor jelképessé vált, hogy 1989. december 22-én este a forradalmi hangulatú nagyszalontai ifjúság a Kossuth-szobor elé vonult, és ott tüntetett. Az új bukaresti parlamentbe bekerült szélsőséges elemek azonban nyílt történelemhamisítással gyalázni kezdték Kossuth emlékét. Ugyanakkor Székely János Három kis (nemzeti) botrány c. írásában Kossuth személye körül érezte megtestesítve a nacionalizmus kinövéseit s annak elítélendő magyar kultuszát. Önmagát és önmagunkat marcangoló beállításával szemben a Látó közölt cáfoló választ.